# Mark Minkov
Mark Anatoljevič Minkov, rusky Марк Анатольевич Минков (25. listopadu 1944 Moskva, SSSR – 29. května 2012) byl ruský hudební skladatel.

## Život
Narodil se 25. listopadu 1944 v Moskvě v rodině Anatolije Jevsejeviče Minkova a Fainy Michajlovny Ligornerové. V pěti letech začal hrát na klavír, ale i komponovat. Protože neznal noty zapisoval si melodii značkami, které sám vymyslel. Od šesti let navštěvoval hudební školu, ale spíše než technika hry na klavír ho zajímala kompozice. Z hudební školy odešel a hudbou se zabýval soukromě. Nakonec byl přijat přímo do třetího ročníku hudební školy při moskevské konzervatoři, kde studoval kompozici u Alexandra Ivanoviče Pirumova a Nikolaje Nikolajeviče Sidelnikova.
V roce 1960 postoupil do hudebního učiliště konzervatoře. Učiliště dokončil v roce 1964 a stal se řádným studentem konzervatoře ve třídě Arama Chačaturjana. Již v prvních dvou letech studia napsal písňové cykly na slova Roberta Burnse a Alexandra Bloka. Konzervatoř dokončil v roce 1969 a na základě svých skladeb byl hned následujícího roku přijat do Svazu skladatelů SSSR.
V témže roce získal zakázku na hudbu k mnohadílnému televiznímu seriálu z policejního prostředí Следствие ведут ЗнаТоКи (Vyšetřování vedou znalci). Ústřední píseň seriálu Наша служба (Если кто-то кое-где у нас порой…) na slova Anatolije Sergejeviče Gorochova byla tak úspěšná, že se dokonce stala neoficiální hymnou sovětské a později i ruské policie.
Na počátku sedmdesátých let zkomponoval Minkov písňový cyklus na slova španělského básníka Federica Garcíi Lorcy Pláč kytary. Na několika ročnících Mezinárodní soutěže Petra Iljiče Čajkovského patřil tento cyklus mezi povinné skladby v pěvecké soutěži. Režisérka Moskevského divadla pro děti Natálie Sacová požádala Minkova o kompozici dětské opery pro své divadlo. V rekordně krátké době napsal operu Kouzelná hudba aneb Pojďme dělat operu. Opera získala Velkou cenu na Festivalu hudebních divadel v Hamburku a stala se pravidelnou součástí repertoáru dětských divadel po celém světě.
Po úspěchu hudby k seriálu „Наша служба“ získal mnoho objednávek na hudbu k filmům a divadelním představením. Jeho písně interpretovaly s velkým úspěchem nejlepší ruské zpěvačky jako Alla Pugačova či Valentina Tolkunova.
Kromě filmové hudby a populárních písní komponoval Minkov také klasickou vážnou hudbu. V roce 1982 uvedl na scénu Leningradského malého operního divadla balet Loupežníci podle divadelní hry Friedricha Schillera a na konci 80. let napsal ještě jednu operu pro divadlo Natálie Sacové: Не буду просить прощения (Nebudu se omlouvat). Ve spolupráci s básníkem a dramatikem Jurijem Rybčinským napsal v roce 1992 operu Bílá garda, která však dosud nebyla uvedena. Je také autorem muzikálů Robin Hood a Mustafa.
Zemřel náhle na infarkt na své chatě 29. května 2012. Je pohřben na Vostrjakovském hřbitově.

## Dílo

### Písně (výběr)
- А знаешь, всё ещё будет
- Были юными и счастливыми
- Вербочки
- Вторая мировая
- Где водятся волшебники
- Где ты, гармонь певучая
- Да здравствует Сюрприз!
- Двух дорог пересеченье
- Деревянные лошадки
- Если б не было войны
- Если звёзды молчат
- Загранка
- Замкнутый круг
- Из памяти уходят имена
- Когда-нибудь
- Лилипут
- На дороге ожиданья
- На миг оглянуться
- Наша служба и опасна и трудна
- Не отрекаются любя
- Скажи мне что-нибудь
- Старый рояль
- Реквием
- Рождественский бал
- Твой переулок
- Ты на свете есть
- Что-то случилось
- Эти летние дожди

### Filmová hudba
- 1966 – Артист Фёдор Грай
- 1971 – Возвращение катера
- 1971 – Что делать? (TV hra)
- 1971–2003 – Следствие ведут ЗнаТоКи (TV seriál)
- 1972 – Товарищ Камаз (dokument)
- 1973 – Алкины песни
- 1973 – Друзья мои (filmový kalendář)
- 1974 – Вольному – воля
- 1975 – Ар-хи-ме-ды!
- 1975 – Без права на ошибку
- 1975 – В порту
- 1976 – В одном микрорайоне (TV)
- 1976 – Фиалка (TV)
- 1977 – В зоне особого внимания
- 1977 – Ты иногда вспоминай
- 1979 – Взрослый сын
- 1979 – Добряки
- 1980 – Люди в океане
- 1981 – 34-й скорый
- 1981 – Всё наоборот
- 1981 – Приказ огонь не открывать
- 1982 – Безумный день инженера Баркасова
- 1982 – Мы жили по соседству
- 1982 – Приказ: перейти границу
- 1983 – Мы из джаза
- 1983 – Незнайка с нашего двора
- 1983 – Приключения маленького Мука
- 1984 – На миг оглянуться
- 1984 – Крем-брюле
- 1985 – Дайте нам мужчин
- 1985 – Ещё люблю, ещё надеюсь
- 1985 – Личное дело судьи Ивановой
- 1986 – Где ваш сын?
- 1986 – Зина-Зинуля
- 1986 – Проделки в старинном духе
- 1986 – Тайна Снежной королевы
- 1986 – Тихое следствие
- 1988 – Окно
- 1988 – Роковая ошибка
- 1988 – Стукач
- 1989 – Идеальное преступление
- 1990 – Делай Раз!
- 1991 – Любовь на острове смерти
- 1991 – Фирма приключений
- 1991 – Прощение
- 1992 – Чтобы выжить
- 1992 – Чужая игра
- 1992 – Котёнок
- 1997 – Разговор с птицами
- 1999 – Женщин обижать не рекомендуется
- 2000 – Врата Евы
- 2001 – Трое против всех
- 2003 – Спецназ – 2
- 2006 – Билет в гарем
- 2006 – Спасатели. Затмение
- 2007 – Бумеранг
- 2008 – Эффект домино
- 2008 – Наваждение
- 2011 – Смешанные чувства (TV)